# Тайна Мари Роже
Тайна Мари́ Роже́ (англ. The Mystery of Marie Rogêt) — рассказ 1842 года американского писателя Эдгара По. Является продолжением рассказа «Убийство на улице Морг», но в отличие от него, «Тайна Мари Роже» основана на реальных фактах, хотя действие перенесено из Нью-Йорка в Париж. Наряду с рассказами «Убийство на улице Морг» и «Похищенное письмо», входит в трилогию о французском сыщике-любителе Дюпене. Рассказ был напечатан в журнале «Snowden’s Ladies' Companion» в трёх частях: в ноябре и декабре 1842 и феврале 1843. Первое полное издание рассказа было осуществлено в 1845 году.

## Сюжет
Молодая парижанка Мари́ Роже́, работающая в парфюмерном магазине, имеет множество поклонников. Но однажды она внезапно исчезает. Делом уже начинает заниматься полиция, но через неделю Мари возвращается домой. Негласно было решено не вспоминать о происшествии. Вскоре после этого Мари уходит из парфюмерной лавки и живёт с матерью.
Через три года Мари снова пропадает. На четвёртый день на берегу Сены обнаружен её труп. Убийство стало сенсацией, однако это отчасти помешало полиции вести расследование. За информацию об убийце обещана крупная сумма в 30000 франков, но безуспешно. Отчаявшийся префект полиции обращается к Дюпену за помощью.
Дюпен, внимательно и беспристрастно подойдя к уликам, восстановил ход событий (что не удавалось сделать полиции) и доказал, что убийца действовал один (хотя была распространена версия о преступной группе). Далее Дюпен разоблачает автора гневных писем в различные парижские газеты, который стремился взвалить вину на одну из преступных групп. Наконец, ему удаётся установить (по характеру сделанных преступником узлов и по таинственному исчезновению Мари три года назад), что преступник был моряком.

## Подлинная подоплёка
Считается, что на написание рассказа По подтолкнуло громкое дело Мэри Сесилии Роджерс (англ. Mary Cecilia Rogers). Мэри Роджерс (в 1838 году) на некоторое время таинственно исчезла, но через неделю обнаружилась, а в 1841 году исчезла снова, причём через три дня её тело было найдено на берегу Гудзона.
В конце рассказа Эдгар По написал:
И я повторяю, что рассматриваю всё, о чём здесь шла речь, только как совпадения. И далее: вдумываясь в мой рассказ, нетрудно усмотреть, что между судьбой злополучной Мэри Сесилии Роджерс — насколько эта судьба известна — и историей некой Мари Роже вплоть до определённого момента существует параллелизм, поразительная точность которого приводит в смущение рассудок.